# Jacques Théodore Saconney
Jacques-Théodore Saconney, né le 18 janvier 1874 à Turin en Italie et mort le 14 juillet 1935 à Dijon, est un officier français, qui a été un général de division (dans l'Armée de l'air française), un scientifique spécialisé dans la photographie aérienne et dans la météorologie et un aérostier chevronné.

## Biographie
Fils de Jacques Philippe Théodore Saconney et d'Agathe Poillot, Jacques Théodore Saconney est issu d'une famille originaire de Saconnex dans le Canton de Genève dont la branche cadette émigra en France au XVIe siècle à la suite de la Réforme protestante pour s'installer en Bourgogne (à Gevrey).
L'orthographe du nom Saconney s'est fixée tardivement, nom de famille qui s'est écrit alternativement : de Saconay, Sacconay, Saconney, Sachonay ou encore : Sacconex.
La branche cadette devint bourguignonne et fut active dans la viticulture (branche dont est issue le Général Saconney) alors que la branche aînée (la famille de Sacconay) resta en Suisse et s'éteignit au XIXe siècle
Au début du XIXe siècle, le père de Jacques Théodore se lança dans l'aventure de la construction des lignes de chemin de fer entre la France et l'Italie et s’installe vers 1865 à Turin pour y développer une activité d’hôtelier qui prospéra et l'amena à devenir un propriétaire important à Turin.
Jacques Théodore fut élève au Lycée Henri-IV et entra à École polytechnique (France) en 1895. Alors qu'il était affecté au 4e régiment du génie il devint aéronaute.
En 1902 il mit au point une cartographie reposant sur la photographie tractée par des cerfs-volants. En 1909, la Section Technique du Génie lui confie les études d’utilisations militaires du cerf-volant, il publie avec Théophile Bois un article sur l'usage des cerfs-volants et participa avec Louis Gabriel Madiot comme pilote à la Grande Semaine d’Aviation de la Champagne. En mai 1909, Dollfus, Madiot et Saconney font le voyage en Angleterre dont l’armée a autorisé une observation à distance des essais d’ascension de Cody. Saconney, conçoit un train de cerfs-volants, le fait construire par la société Astra (spécialisée dans la fabrication des ballons) et l’essaie au Portel dans le Pas-de-Calais
Pendant la Première Guerre mondiale il prit la tête d'une section du génie basée à Épinal qui faisait de la reconnaissance aérienne avec des ballons et des cerfs-volants.
Un colloque organisé en 2024 à l'Académie de Dijon à l'occasion des 150 ans de la naissance du général Saconney a rappelé le rôle central de ce dernier dans le développement des méthodes d'observations des armées alliées pendant la Grande guerre et également son travail dans le développement de l'aviation civile française.

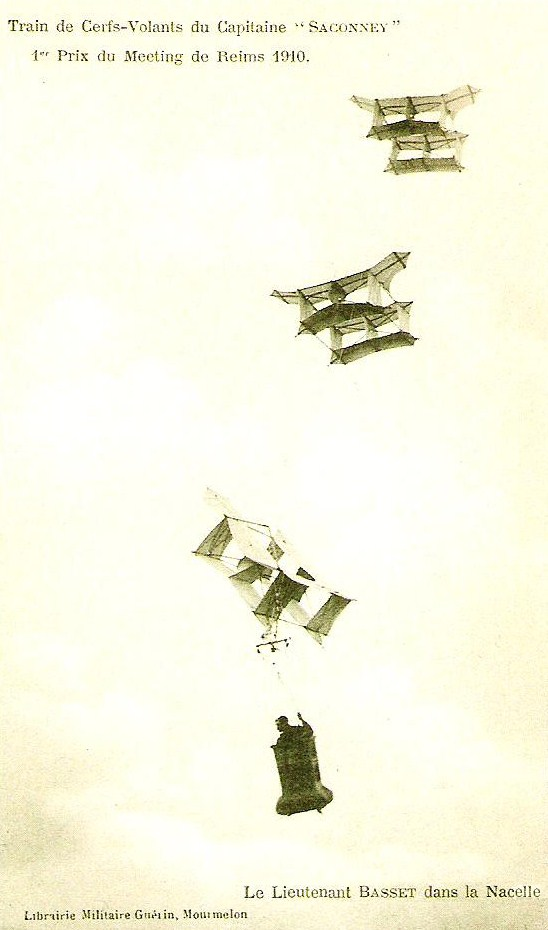
Cerf-volant du capitaine Saconney, 1910.

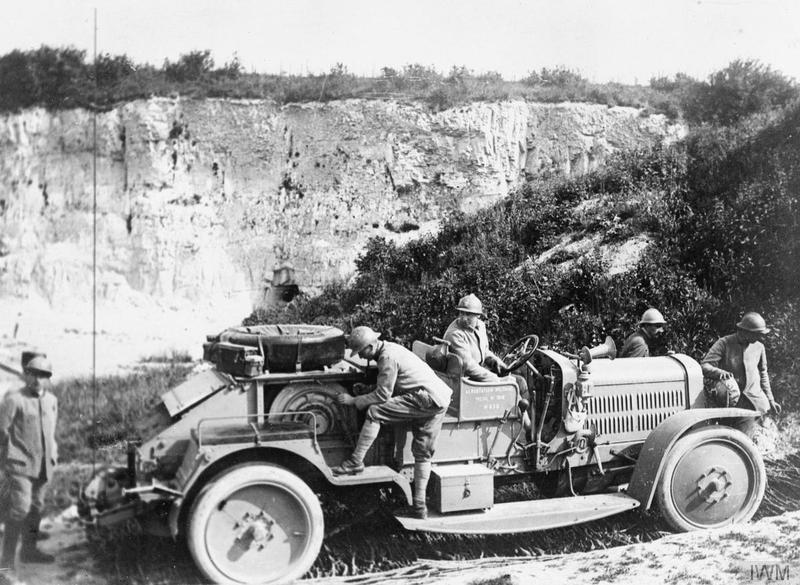
La voiture-treuil est du type Saconney modèle 1916, sur Delahaye 80.

## Carrière militaire
- 6 octobre 1895 : engagé volontaire pour trois années, élève à l'École polytechnique[1]
- 1er octobre 1897 : Sous-lieutenant, École d'application de l'artillerie et du génie à Fontainebleau
- 1er octobre 1899 : Lieutenant, 4e régiment du génie, puis 1er régiment du génie, bataillon d'aérostiers[note 1]
- 1er octobre 1902 : Capitaine,
  - 1902, État-major à Rochefort, Brevet Supérieur d’Aéronaute et spécialiste aérostier.
  - 1904, 25e Bataillon/1er régiment du génie, Sapeur-Aérostier, à Versailles,
  - 1906, État-major, Section technique du génie à Paris, service de l’Aérostation.
  - 1908, État-major, Escadre de la Méditerranée, fait six mois d’expériences à bord de contre-torpilleurs. Il emploie et étudie des cerfs-volants de tous types. Il navigue en Méditerranée à bord du Saint Louis pour améliorer les réglages du cerf-volant et la technique photographique et à bord du Kléber[note 2]. Opérations topographiques au Maroc.
  - 1908, 1er régiment du génie, détaché à la section technique du génie
  - 1910, 3e régiment du génie, Cie 6/5, Sapeur-Aérostier au Camp de Châlons, en 1911, il  est le chef du dépôt d'aéronautique militaire à Reims[1].
- Fin septembre 1914, Chef de bataillon. Au cours de la Première Guerre mondiale, Saconney est successivement commandant de section d'aérostation, puis de compagnie d'aérostation, de groupe des compagnies, inspecteur de compagnie, commandant d’aérostation d’armée et finalement inspecteur des Compagnies d’aérostiers. Appelé au Grand Quartier Général par le général Marie Charles Duval en 1917, il reçut mandat d'organiser sur des bases nouvelles la défense contre les avions ennemis[note 3]. Par le groupement des divers moyens de défense anti-aérienne conjugués artillerie, aviation de chasse, de nuit, projecteurs, postes d'écoute, ballons de protection, camouflage, nuages fumigènes, etc., il vit ses initiatives couronnées de succès (sources : la Revue l’Aérophile).

### Grades
- Lieutenant-colonel : 19 avril 1918
- Colonel : 30 juin 1921
- Général de brigade : 20 mars 1925, inspecteur du matériel et des installations techniques aéronautiques
- Général de division : par décret du 5 février 1929, il accède au grade de général de division, est maintenu inspecteur technique de l’aéronautique militaire. Le 27 août 1931, il est nommé membre du Conseil supérieur de l’Air pour l’année 1931. Il garde ce poste de 1932 à 1934, avec voix délibérative en 1934.

- Il reçoit le rang avec prérogatives de Commandant de Corps d’Armée. Placé en congé définitif le 3 septembre 1934.

## Pionnier en aéronautique, observation et aviation civile
La guerre terminée, le combattant d'hier voit son rôle se continuer en s'amplifiant dans une autre sphère. Appelé à nouveau par le général Duval, il crée et organise les services de la Navigation Aérienne. C'est l'organisation générale du Bourget et des aéroports des diverses lignes internationales en France et en Afrique du Nord, à laquelle il faut joindre la création des principales liaisons aériennes actuelles.
Ainsi, entre 1919 et 1922 il participe à la création de l'Aviation civile en application du plan Saconney,.
Le général Nudant déclara à son sujet que : 

« L'artisan du réseau aérien français fut le général Saconney qui le conçut comme l'amorce, en tous les sens, des grands parcours internationaux avec cette pensée que chaque nation équiperait le tronçon empruntant l'atmosphère au-dessus de son territoire. »

Saconney était le représentant à la commission des applications météorologiques en navigation aérienne de l'Organisation météorologique internationale.
Il devint membre du Conseil supérieur de l'air en 1922. Il est entre autres à l'origine du concept de phare aéronautique français, construit à partir des années 1920 pour guider les avions de nuit ou par mauvaise visibilité, et inaugura le Phare aéronautique du Mont Afrique de Dijon en 1926.
Lors de la mise en place des phares à travers la France, le général Saconney déclara alors :

« Et désormais, au moment où le pilote va voir s’estomper, puis disparaître dans les dernières lueurs du couchant les repères qui, jusque-là, l’avaient guidé, le grand phare tournant va s’allumer et, par ses grands pinceaux lumineux qui balaieront l’espace et fouilleront la nuit, il portera à tous les navigateurs de l’air, qu’attriste le grand vide noir, le réconfort de sa présence. »

Parmi les nombreux articles consacrés au général Saconney, Le Figaro indique notamment à son propos :

« Partout où il passe, il fait œuvre créatrice. Il est un savant et un chef. Il fait épanouir sa haute culture scientifique dans tous les domaines. (…) Dans le domaine de l'activité scientifique internationale, représentant de notre pays dans les Congrès, il s'impose par sa haute culture scientifique, qu'il s'agisse de la météorologie, de la photographie, de l'optique, de la métagrammétrie ou de la navigation aérienne. Grâce à son orientation technique, animé par une volonté et une foi ardentes dans les destinées de l'aéronautique, à laquelle il a toujours cru, allant toujours au-devant du progrès, il a su, au cours de ces dernières années, accentuer le rendement des organes techniques des formations et améliorer la sécurité aérienne et la valeur professionnelle du personnel technique. »

— Le Figaro, 1er décembre 1932

### Décorations
|  |  |  |
|  |  |  |

- Légion d'honneur[11]
  - 12 juillet 1911 : Chevalier
  - 9 juillet 1919 : Officier
  - 21 décembre 1926 : Commandeur
  - 30 décembre 1932 : Grand officier
- Croix de guerre 1914-1918 - trois citations à l'ordre de l'armée
- Officier d'académie
- Médaille Interalliée de la Victoire
- Médaille commémorative du Maroc (1909)
- Médaille commémorative de Syrie-Cilicie

Le général Saconney est en outre titulaire de la croix de guerre belge 1914-1918 et commandeur de l'ordre de Léopold (Belgique).
 
L'aide qu'il a apportée aux services aéronautiques alliés lui a valu en outre l'honneur d'être fait grand officier ou commandeur dans les ordres nationaux des pays suivants :
- Commandeur de l'ordre de l'Empire britannique
- Commandeur de l'ordre de Sainte-Anne (Russie)
- Commandeur de l’ordre de l'Étoile de Roumanie
- Grand officier de l'ordre de la Couronne d'Italie
- Croix de 2e classe de l'ordre du Mérite militaire (Espagne)
- Grand officier du Nichan Iftikhar (Tunisie)
- Commandeur de l'ordre du Ouissam alaouite (Maroc)

## Travaux techniques et ouvrages du général Saconney
Un premier exposé des travaux technique du général Saconney a été effectué par Georges Blancher (Revue L'Aérophile de 1928) :
- Règlement sur la construction du matériel aérostatique (1903);
- Études sur le cerf-volant et édition d'une théorie complète sur l'utilisation de ces appareils, pour la première fois employés rationnellement.
- Premier cours d'Aéronautique à l'École supérieure de marine (théorie géométrique de l'aéroplane).
- Cap. J. Saconney, « Restitution photographique », dans Roger Aubry, Annuaire Général et International de la Photographie, Paris, Plon, 1908 (lire en ligne).
- Construction de trains de cerfs-volants montés avec treuils, expérimentés à Boulogne-sur-Mer (1909-1910).
- Continuation des mêmes expériences à bord des croiseurs en 1911 et 1912.
- Étude des hélices en vraie grandeur au laboratoire installé par l'officier au camp de Châlons.
- Création à la même époque d'un treuil automobile pour cerfs-volants montés et ballons captifs; ce matériel, parfait en tous points devint réglementaire pendant la guerre, et fut édité à de nombreux exemplaires.
- Création d'une section automobile de cerfs-volants montés comportant treuil et remorque.
- En 1912, mise sur pied d'une section automobile de Photographie Aérienne avec treuil et remorque photographique, qui fut utilisée en 1915 en Artois et en Champagne pour la prise de vues obliques des premières lignes.
- En 1913, mise en service d'une voiture d'Aérologie pour l'étude des courants aériens et des remous créés par les obstacles terrestres. Ce fut là le premier poste de météorologie en campagne qui devint le point de départ de nombreux postes réglementaires de sondage aérologique pourvus de matériel, et régis par de bonnes méthodes d'emploi.
- Depuis 1905, le général Saçonney s'occupa activement de photographie aérienne. Il exécuta par ses procédés personnels des levers de côtes qui furent récompensés par un Prix de l'Académie des Sciences. Un matériel spécial de photographie aérienne à la mer fut expérimenté avec succès sur les côtes de France et du Maroc. En 1912, il réalisa un appareil de photographie aérienne pour avions et ballons (appareil de 26 et première mise au point de l'Aérophote). Un volume sur la Métrophotographie, publié par lui en 1913 résumait toutes les études et tous les résultats antérieurs obtenus par lui qui furent d'ailleurs récompensés par la médaille Salverte de la Société Française de Photographie.

### Ouvrages
- Instruction sur les aérostats militaires. 3e partie. Construction et entretien du matériel réglementaire. Titre I. Matériel aérostatique. Chapitre II. Travaux de corderie. Chapitre III. Suspensions et nacelles. Chapitre IV. Filet. Cdt Hirschauer, Cne Saconney, 1er régiment du génie, 1903, 166 pages
- Cerfs-volants militaires, Berger-Levrault, 1909, 94 pages
- Métrophotographie, O. Doin et fils, 1913, 287 pages
- Indicateur général des réseaux aériens, Éditions Juillet, 1921